# Vysočany (okres Bánovce nad Bebravou)
Vysočany jsou obec na Slovensku v okrese Bánovce nad Bebravou.
Leží v nadmořské výšce 250 metrů. Žije zde 109 obyvatel.
První písemná zmínka o obci je z roku 1232. V obci je římskokatolický kostel svatého Martina.